# Triple couronne (trot)
Cet article concerne la Triple couronne des courses au trot. Pour les triples couronnes des courses de plat, voir Triple couronne (plat). Pour les autres significations, voir Triple couronne.
 (juin 2025).
Si vous disposez d'ouvrages ou d'articles de référence ou si vous connaissez des sites web de qualité traitant du thème abordé ici, merci de compléter l'article en donnant les références utiles à sa vérifiabilité et en les liant à la section « Notes et références ».

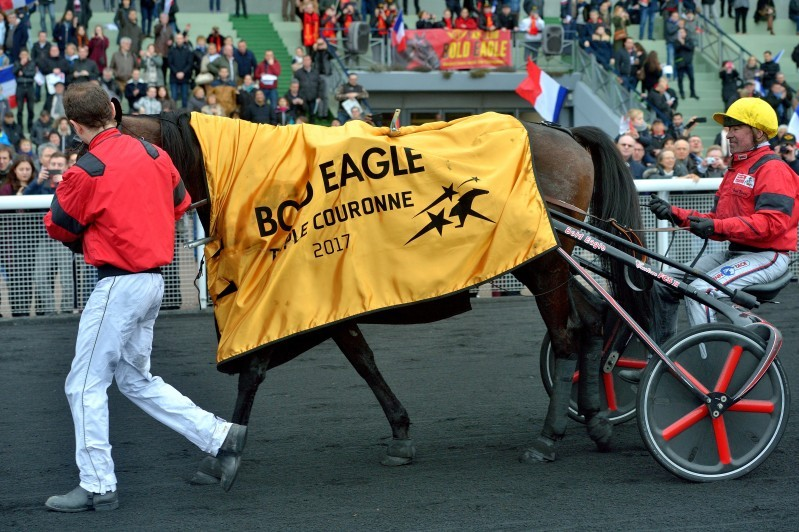
Bold Eagle et Franck Nivard, vainqueurs de la Triple Couronne en 2017.

La Triple couronne des courses hippiques au trot est une compétition internationale organisée chaque année, depuis 2013, par Le Trot. Elle se compose des trois principaux Prix (courses de groupe I) courus au trot attelé sur l'hippodrome de Vincennes à Paris : le Prix d'Amérique Legend Race, le  Prix de France Speed Race et le Prix de Paris Marathon Race. Seuls quatre chevaux ont réalisé l'exploit de remporter ces trois courses la même année : Gélinotte en 1956 et 1957, Jamin en 1959, Bellino II en 1976 et Bold Eagle en 2017.
Un trophée d'exception : le sculpteur Arnaud Kasper a créé en 2013, un trophée exclusif qui devait récompenser les meilleurs acteurs de la Triple Couronne. D’une hauteur d’environ cinquante centimètres, le trophée est une œuvre verticale « symbolisant l’élévation », illustrant que seuls les meilleurs montent sur le podium. Il y a aussi un côté pyramidal,  avec l’homme à la base de l’édifice et le cheval comme point culminant. « Les visages des drivers et des différents personnages évoquent les hommes et les femmes qui, depuis près de deux siècles, font les courses.  Les chiffres inscrits en bas-relief sont eux aussi très symboliques. Le 1 évoque, évidemment, le vainqueur ;  le 2 illustre l’homme et le cheval, indissociables.  Le 7 est  un chiffre porte- bonheur, solaire et sacré qui rayonne dans sa perfection, et résulte aussi de l’addition de 4 et 3, le 3 représentant ici les trois couronnes, le 4 symbolisant le carré, représenté  par la forme de la base du trophée ». Les trois têtes imbriquées évoquent, pour l’artiste, « à la fois le mouvement, la vitesse et l’infime distance qui sépare le plus souvent le gagnant de ses proches poursuivants ». Ces trois têtes symbolisent aussi les trois courses constituées par la Triple Couronne.[réf. nécessaire]